# Trophée de France 1987
Navigation
Édition suivante
Le Trophée de France est une compétition internationale de patinage artistique qui se déroule en France au cours de l'automne. Il accueille des patineurs amateurs de niveau senior dans quatre catégories : simple messieurs, simple dames, couple artistique et danse sur glace. En 1987 il s'appelait également Trophée Lalique.
Le premier Trophée de France est organisé du 12 au 15 novembre 1987 au palais omnisports de Paris-Bercy. La compétition se fait en partenariat avec la cristallerie Lalique qui lui a donné son nom.

## Résultats

### Messieurs
| Rang    | Nom               | Pays                 | Points | Fig. impo. | Prog. court | Prog. libre |
| ------- | ----------------- | -------------------- | ------ | ---------- | ----------- | ----------- |
| 1       | Petr Barna        | Tchécoslovaquie      | 2.8    | 1          | 3           | 1           |
| 2       | Angelo D'Agostino | États-Unis           | 4.8    | 4          | 1           | 2           |
| 3       | Paul Robinson     | Royaume-Uni          | 7.8    | 5          | 2           | 4           |
| 4       | Oliver Höner      | Suisse               | 8.4    | 3          | 4           | 5           |
| 5       | Jaimee Eggleton   | Canada               | 10.2   | 8          | 6           | 3           |
| 6       | Fernand Fédronic  | France               | 13.0   | 2          | 7           | 9           |
| 7       | Brad McLean       | Canada               | 13.8   | 6          | 8           | 7           |
| 8       | Axel Médéric      | France               | 15.0   | 9          | 9           | 6           |
| 9       | Thomas Wieser     | Allemagne de l'Ouest | 16.2   | 7          | 5           | 10          |
| 10      | Peter Johansson   | Suède                | 18.0   | 10         | 10          | 8           |
| Forfait | Frédéric Harpagès | France               |        |            |             |             |

### Dames
| Rang | Nom              | Pays                 | Points | Fig. impo. | Prog. court | Prog. libre |
| ---- | ---------------- | -------------------- | ------ | ---------- | ----------- | ----------- |
| 1    | Jill Trenary     | États-Unis           | 2.0    | 1          | 1           | 1           |
| 2    | Agnès Gosselin   | France               | 4.4    | 2          | 3           | 2           |
| 3    | Patricia Neske   | Allemagne de l'Ouest | 5.6    | 3          | 2           | 3           |
| 4    | Dianne Takeuchi  | Canada               | 9.2    | 4          | 7           | 4           |
| 5    | Stephanie Schmid | Suisse               | 11.0   | 6          | 6           | 5           |
| 6    | Lyndsay Fedosoff | Canada               | 12.2   | 5          | 8           | 6           |
| 7    | Claude Péri      | France               | 12.8   | 7          | 4           | 7           |
| 8    | Helen Persson    | Suède                | 14.8   | 8          | 5           | 8           |

### Couples
| Rang | Nom                                | Pays             | Points | Prog. court | Prog. libre |
| ---- | ---------------------------------- | ---------------- | ------ | ----------- | ----------- |
| 1    | Natalie Seybold / Wayne Seybold    | États-Unis       | 1.4    | 1           | 1           |
| 2    | Yulia Bistrova / Alexander Tarasov | Union soviétique | 2.8    | 2           | 2           |
| 3    | Laurene Collin / John Penticost    | Canada           | 4.2    | 3           | 3           |

### Danse sur glace
| Rang | Nom                                 | Pays             | Points | Danse imposée | Danse originale | Danse libre |
| ---- | ----------------------------------- | ---------------- | ------ | ------------- | --------------- | ----------- |
| 1    | Lia Trovati / Roberto Pelizzola     | Italie           | 2.0    | 1             | 1               | 1           |
| 2    | Susan Wynne / Joseph Druar          | États-Unis       | 4.0    | 2             | 2               | 2           |
| 3    | Corinne Paliard / Didier Courtois   | France           | 6.0    | 3             | 3               | 3           |
| 4    | Larisa Fedorinova / Ievgueni Platov | Union soviétique | 8.0    | 4             | 4               | 4           |
| 5    | Dominique Yvon / Frédéric Palluel   | France           | 10.0   | 5             | 5               | 5           |
| 6    | Honorata Górna / Andrzej Dostatni   | Pologne          | 12.0   | 6             | 6               | 6           |
| 7    | Kim Weeks / Curtis Moore            | Canada           | 14.0   | 7             | 7               | 7           |

## Sources
- (en) « Ice ABROAD, GRAND PRIX INTERNATIONAL DE PARIS, PARIS, FRANCE, NOVEMBER 11-15, 1987 », sur usfsa.xmlmanager.qg.com
- Patinage Magazine N°7 (Janvier/Février 1988)